# Edna Fernandes
Edna Fernandes – brytyjska dziennikarka i pisarka,  pochodzenia indyjskiego, urodzona w Nairobi, wychowana w Londynie. Była zagranicznym korespondentem  The Financial Times i Agencji Reutera w Londynie. Pisze dla Sunday newspaper. Jej debiut  Holy Warriors: A Journey into the Heart of Indian Fundamentalism założycielka Asia House Literature Festival Adrienne Loftus Parkins uznała za jedną z najlepszych książek o Azji ostatniej dekady. Jej najnowszą książkę Ostatni Żydzi w Kerali nagrodzono w 2009 indyjską nagrodą Vodafone Crossword Literary. Sunday Times uznał ją najlepszą podróżniczą książką roku.